# Nguyen Xuan Huy
Nguyen Xuan Huy (* 1976 in Hanoi, Vietnam) ist ein vietnamesischer Maler.

## Leben
Nguyen ist der Sohn eines Vietcongkämpfers und einer Fabrikarbeiterin, die in der DDR als Gastarbeiterin arbeitete. Er machte 1992 Abitur in Hanoi und begann ein Architekturstudium in seiner Heimatstadt. Auf Einladung seiner in Deutschland verbliebenen Mutter ging er 1994 nach Deutschland, um hier seine Studien fortzusetzen. In Nordhausen in Thüringen besuchte er ab 1995 ein Studienkolleg und begann 1996 mit dem Studium der Malerei an der Burg Giebichenstein Hochschule für Kunst und Design Halle in Halle an der Saale. Dort schloss er seine Studien im Fach Bildende Künste 2003 mit Auszeichnung ab.
2001 bis 2002 verbrachte Nguyen als Student an der École des Beaux-Arts in Bordeaux. Es folgte ein Aufbaustudium in den Jahren 2004 bis 2006 an seiner Alma Mater. Ein Stipendium ermöglichte ihm 2005 eine Reise in sein Heimatland. Dort hielt er mit Zeichenstift und Fotoapparat unter anderem die Opfer des Entlaubungsgifts Agent Orange fest. In den folgenden Jahren wird das Thema der aufgrund der Schäden im Erbgut der Eltern missgebildet geborenen Menschen zu einem sehr wichtigen Thema des Künstlers.
Seit 1998 stellte Nguyen seine Werke ein Einzel- und Gruppenausstellungen in Deutschland, Europa und in den USA aus. Er lebt und arbeitet in Berlin, ist verheiratet und hat einen Sohn.

## Preise und Auszeichnungen
- Stipendium des Kultusministeriums des Landes Sachsen-Anhalt.
- Graduiertenförderung des Landes Sachsen-Anhalt.
- Stipendium des Stiftung Künstlerdorf Schöppingen
- Freeman Fellowship in der Kategorie Asian Artist im Vermont Studio Center, Johnson, Vermont, USA.

## Ausstellungen
- 2001: Kunst Macht Würde, Bundesverfassungsgericht, Karlsruhe, Gruppenausstellung.
- 2001: Chaos, in Bordeaux, Frankreich, Gruppenausstellung.
- 2002: Expo-02 Art Contemporain, Île de Ré, Frankreich, Gruppenausstellung.
- 2005: Ars Hallensis 2004, Galerie Volkspark, Halle, Gruppenausstellung.
- 2007: Galerie Rothamel, Frankfurt am Main und 2008 in Erfurt, Soloausstellung.
- 2009: Gallery Vermont Studio Center, Johnson, Vermont, USA, Soloausstellung.
- 2010: Metamorphosen, Galerie Wedding, Berlin, Einzelausstellung.
- 2015: Nest, Mannheimer Kunstverein, Mannheim, Einzelausstellung.
- 2015: Last Unspoken word, Galerie Rothamel, Frankfurt am Main, Einzelausstellung.
- 2015: Talking about the Blue Sky, Galerie Rothamel, Erfurt, Einzelausstellung.
- 2016: Nguyen Xuan Huy, Make it rain, Sparkassengalerie Schweinfurt, Einzelausstellung.
- 2017: Dancing Until The Ground Is Gone, Galerie Rothamel, Erfurt, Einzelausstellung.
- 2017: Sunday Trip, Galerie Rothamel, Frankfurt am Main, Einzelausstellung.
- 2020/2021: Talking about Black Holes, Kunstsammlung Jena, Einzelausstellung.[2]